# Olaberria
Olaberria és un municipi de Guipúscoa, al País Basc.

## Economia
Segons el Catàleg Industrial Basc les següents empreses industrials d'Olaberria superen els 50 treballadors: 
- Arcelor Mittal Olaberria
- Gruas de Obras: fabricació d'estructures metàl·liques per a grues. Pertany al Grup Jaso.
- Hine: automatització industrial.

Al municipi hi ha des de l'any 2000 un Centre Comercial de Carrefour dirigit a tota la comarca.

## Personatges il·lustres naturals d'Olaberria
- Aitor Begiristain (1964): exfutbolista internacional i actual director tècnic del Manchester City